# Alnus maximowiczii
Alnus maximowiczii là một loài thực vật có hoa trong họ Betulaceae. Loài này được Callier mô tả khoa học đầu tiên năm 1904.